# Enya
Enya, vlastním jménem Eithne Ní Bhraonáin, (* 17. května 1961, Gweedore, Hrabství Donegal, Irsko) je irská zpěvačka, skladatelka a klávesistka. Narodila se jako páté dítě z devíti (Máire, Ciarán, Pól, Deirdre, Eithne, Olive, Bartley, Leon – †2021, Bridín) v malé vesničce Dore v Gweedorském regionu Donegalského hrabství na severozápadě Irské republiky.

## Životopis
O svém jméně říká: „Jméno mi dal dědeček. Narodila jsem se v gaelské oblasti a irská gaelština byla také můj první jazyk, takže Enya není irské (anglické), nýbrž gaelské jméno. A navíc ho doprovází taková pověst: v irské mytologii byla bohyně Enya. Neměla se provdat, protože jí osudem bylo dáno, že její manžel zabije jejího otce. Ten, aby tomu zabránil, ji raději poslal na vzdálený ostrov (do míst mého narození). Ale ona se tam zamilovala a provdala. A událo se to, co bylo předpovězeno: její manžel sice neusiloval Enyina otce zabít, ale stalo se tak v nějaké bitvě…“
Nyní žije v Killiney a v Londýně. Její rodina je silně hudebně založena. Rodiče, než se usadili, hráli v rodinné taneční kapele. Otec Leo vlastní místní hospodu Leo’s Tavern a matka Baba vyučovala hudbu na místní škole. V roce 1968 Enyini starší bratři Ciarán a Pól spolu se strýci Pádraigem a Noelem Ó Dúgáinovými založili skupinu An Clann As Dobhair (Rodina z Dobhairu, vyslovováno přibližně jako [En Klanador]), aby na festivalech hráli tradiční irskou muziku. Krátký čas zde působila i Enya. Později změnili jméno na Clannad, v roce 1973 přibrali sestru Máire a stali se mezinárodně známými a úspěšnými jak se svou tvorbou, tak s upravenými tradicionály. Vydali čtrnáct desek (poslední v roce 1995), složili hudbu k seriálům Harry’s Game a Robin Hood (za ten dostali jako první irská skupina v historii cenu Britské akademie), na singlu In A Lifetime zpívala Máire duet s Bonem z U2, absolvovali několik turné.

## Kariéra
První práci dostala v roce 1985, kdy složila hudbu pro francouzský film Žabí princ.
V roce 1987 vydala své první album, nazvané prostě Enya. Enya byla, stejně jako kdysi její bratři, požádána o složení hudby k jedné epizodě vysoce sledovaného seriálu televize BBC The Celts. Když si producenti její práci poslechli, rozhodli se ji požádat o hudební doprovod k celému seriálu, ze kterého pak vzniklo album. Rob Dickins, hlava Warner Music UK, jím byl naprosto unesen, a ihned uzavřel s Enyou smlouvu. Dlužno podotknout, že Rob Dickins je celosvětově znám jako jeden z nejdravějších a nejvlivnějších mužů v hudebním byznysu. Má talent na prosazování „odlišných“ umělců a nezáleží mu na tom, jak dlouho to bude trvat. V případě Enyi to nebyl ani rok.
K albu Enya se váže i jedna zajímavost: skladbě Boadicea se znovu dostalo zvýšeného zájmu, když téměř o deset let později použili The Fugees bez svolení sampl z této skladby jako hlavní pozadí pro svůj celosvětový hit Ready Or Not.
V říjnu 1988 vydala v podstatě debutové album Watermark, a ačkoliv původně nebyly plánovány žádné singly, byla to právě píseň Orinoco Flow, jíž se Enya zapsala do povědomí posluchačů. Singl se zcela neočekávaně vyšvihl na přední příčky hitparád, nezřídka se objevil i v jejich čele. A z Enyi se stal fenomén. Ačkoliv Enya vystupuje sama, dílo vydávané pod jejím jménem je výsledkem spolupráce mezi ní (hudba, aranžmá), Nicky Ryanem (produkce, aranžmá) a Romou Ryanovou (texty). Sama Enya ve většině rozhovorů říká: „Bez kohokoliv z nás tří by pojem Enya vůbec nemohl existovat.“
31. října 1991 vydala další album Shepherd Moons, z něhož se se stejnou slávou prezentovaly singly Caribbean Blue a Book Of Days.
13. listopadu 1992 byla pod názvem The Celts vydána remasterovaná verze debutového alba, obsahující přepracovanou, delší verzi skladby Portrait přejmenovanou na Portrait (Out of The Blue).
Po dalších třech letech se objevil nový singl: Anywhere Is, předzvěst nového alba The Memory Of Trees, vydaného 17. listopadu 1995, z něhož vzešla ještě píseň On My Way Home.
Po deseti letech své kariéry se rozhodla vydat průřez svou tvorbou – výběr Paint The Sky With Stars s převážně komerčně laděnými věcmi. Warner Music, vydavatel tohoto výběru, přišel i s limitovanou edicí A Box Of Dreams – třemi tematicky rozdělenými kompaktními disky a exkluzivním, dvaatřicetistránkovým bookletem, zabaleným v tmavomodré krabici, která se otevírá jako knížka.
Zpívá anglicky, irsky, latinsky, velšsky, španělsky, japonsky, francouzsky, ale také fiktivní řečí zvanou „loxian“.
Její úspěch čítá mimo jiné:
- přes 70 milionů alb prodaných po celém světě
- hudbu k filmům Zelená karta, Pán prstenů, Far and Away, Věk nevinnosti a čtyřem dalším
- u alba Watermark: přes 13 milionů prodaných nosičů; 6× platinu v Austrálii, 5× na Novém Zélandu, 4× v Británii a Kanadě, 3× ve Spojených státech, Japonsku a Španělsku, 2× v Hongkongu a Norsku a jedenkrát v mnoha dalších zemích; nominaci na cenu BPI jako Nejlepší světový umělec a Nejlepší světový objev roku
- u alba Shepherd Moons: přes 12 milionů prodaných nosičů; se čtyřmi miliony je Enya jedním z nejúspěšnějších anglických interpretů v USA; 8× platinu na Tchaj-wanu, 4× ve Španělsku a Spojených státech, 3× v Británii, Kanadě, Austrálii a na Novém Zélandu, 2× v Hongkongu, Japonsku a Norsku a jedenkrát v mnoha dalších zemích; album bylo neuvěřitelných 199 týdnů (skoro 4 roky) bez přestávky v celosvětovém žebříčku alb; cenu Grammy
- u alba The Memory Of Trees: přes 11 milionů prodaných nosičů; cenu Grammy
- u alba A Day Without Rain: přes 15 milionů prodaných nosičů; cenu Grammy

## Diskografie
Profilová alba
- 1987 – Enya (celosvětově prodáno: 2,85 milionů)
- 1988 – Watermark (celosvětově prodáno: 13,6 milionů)
- 1991 – Shepherd Moons (celosvětově prodáno: 12,9 milionů)
- 1992 – The Celts (reedice alba Enya z roku 1987) (celosvětově prodáno: 6 milionů)
- 1995 – The Memory of Trees (celosvětově prodáno: 11,2 milionů)
- 2000 – A Day Without Rain (celosvětově prodáno: 15 milionů)
- 2005 – Amarantine (celosvětově prodáno: 6,5 milionů)
- 2008 – And Winter Came... (celosvětově prodáno: 3 miliony)
- 2015 – Dark Sky Island

Výběrová alba
- 1997 – Paint the Sky with Stars (celosvětově prodáno: 13,1 milionů)
- 2009 – The Very Best of Enya (celosvětově prodáno: 1,5 milionů)

## Profesní ocenění
- 1989 – Irma Awards – Best Female Irsh Artist
- 1993 – Irma Awards – Best Female Irsh Artist
- 1993 – Grammy Awards – Best New Age Album (Shepherd Moons)
- 1997 – Grammy Awards – Best New Age Album (The Memory of Trees)
- 1998 – Japanese Grand Prix Awards – Album of the Year (Paint the Sky with Stars)
- 2000 – Grammy Awards – Best New Age Album (A Day Without Rain)
- 2001 – Japanese Grand Prix Awards Album of the Year (A Day Without Rain)
- 2001 – World Music Awards – Best solo Irsh Artist
- 2001 – World Music Awards ard – Best Original Song (May It Be)
- 2001 – Broadcast Film Critics Association – Best Original Song (May It Be)
- 2002 – World Music Awards – Best-selling Female Artist
- 2002 – World Music Awards – Best-selling New Age Artist
- 2002 – World Music Awards – Best selling Irsh Artist
- 2002 – Echo Awards (Germany) – Best pop-rock single (Only Time)
- 2002 – Salute to Excellence and International Achievement Summit (Ireland) – Golden Plate Award
- 2006 – World Music Awards – Best-selling Irsh Artist
- 2006 – Grammy Awards – Best New Age Album (Amarantine)
- 2007 – University of Ulster (Northern Ireland) – Honorary "Doctor of Letters" degree
- 2007 – National University of Galway (Ireland) – Honorary "Doctor of Music" degree
- 2009 – Ireland's Music Awards – Best Female Vocalist